# Bleeder ellenállás
A bleeder ellenállás magyarul tápegységek alapterhelését biztosító ellenállás. Célja az, hogy változó terhelésnél és üresjáratban ne emelkedjék meg túlzottan a feszültség. Nagy teljesítményű ellenállásra, rendszerint huzalellenállásra van szükség, melyet általában a teljes terhelés 5-10%-ára kell méretezni.